# K.k. Standschützen
Standschützen waren seit dem 15. und 16. Jahrhundert bestehende Schützengilden und Schützenkompanien, die immer wieder in die kriegerischen Handlungen zunächst nur innerhalb, später auch außerhalb der Grenzen Tirols eingriffen. Ein Standschütze war Angehöriger eines Schützenstandes, bei dem er einrolliert war, womit er sich gleichzeitig zum freiwilligen militärischen Schutz des Landes Tirol (bzw. Vorarlberg) verpflichtete. Auch als in Tirol und Vorarlberg bereits reguläres Militär stationiert war, wurden die freiwilligen Standschützen aufgeboten, so im Ersten Koalitionskrieg 1796/1797, in der Revolution von 1848/49 im Kaisertum Österreich, im Sardinischen Krieg von 1859 und im Deutschen Krieg von 1866. Höhepunkt im militärischen Engagement war jedoch bis dahin zweifelsohne der Freiheitskampf unter Andreas Hofer gegen die bayerischen und französischen Besatzer, der in der Schlacht am Bergisel gipfelte, sowie die Mobilisierung anlässlich des Ersten Weltkrieges.
Die Wurzeln der Standschützen finden sich im Landlibell von Kaiser Maximilian I. aus dem Jahre 1511 und einem Dekret der Erzherzogin Claudia de’ Medici von 1632, in dem jeder Tiroler Gerichtsbezirk verpflichtet wurde, eine je nach Bedrohung festzulegende Anzahl freiwilliger, wehrtüchtiger Männer zur Errichtung einer Landwehr zu stellen.

Standschütze im Feld

## Entwicklung
Ende des 19. Jahrhunderts wurden die bisher unabhängig agierenden Standschützenkompanien in die Obhut des Militärs genommen und von diesem als im Sinne der Landesverteidigung nützliche Körperschaften gefördert und unterstützt. Die nunmehr auch offiziell so genannten Standschützen erhielten so die Gelegenheit, unter besseren Bedingungen als bisher, das Scheibenschießen zu üben, um so im Notfall zur Heimatverteidigung gerüstet zu sein.
Mit dem Landesverteidigungsgesetz von 1887 wurde bestimmt, dass das Institut der Landesverteidigung nunmehr als Teil der bewaffneten Macht anzusehen sei und sich in die Standschützen, ergänzt durch das Schießstandwesen, sowie in den Landsturm gliedere.
Mit den Bestimmungen (§ 17) des Landesverteidigungsgesetzes für Tirol und Vorarlberg vom 25. Mai 1913 und dem Gesetz betreffend die Schießstandverordnung (gleiches Datum) wurden die Schießstände (resp. die einrollierten Mitglieder) sowie alle anderen Körperschaften militärischen Charakters (Veteranen- und Kriegervereine) landsturmpflichtig. Von diesem Zeitpunkt an unterlag jeder eingetragene Standschütze der Landsturmpflicht, er war nicht mehr als Freiwilliger anzusehen. Lediglich die nach der Mobilmachung dem Schießstand beigetretenen Standschützen führten noch das Prädikat „Freiwillig“. Ein Austritt aus dem Schießstand wurde bereits ab August 1914 per Gesetz verhindert. Die Standschützen galten von diesem Zeitpunkt an, lt. Haager Konvention, als reguläre Truppen. Sie durften nur im eigenen Land und zur Verteidigung der Landesgrenzen eingesetzt werden. Dies wurde allerdings in den letzten Kriegsjahren nicht mehr eingehalten.

## Aufbau
Die Gründung eines Schießstandes konnte durch mindestens 20 beitrittsberechtigte männliche Personen aus einer oder mehreren benachbarten Ortschaften erfolgen. Berechtigt war jeder Tiroler und Vorarlberger, der das 17. Lebensjahr vollendet hatte und körperlich und geistig zum Schießen geeignet war. Es war für jedes Mitglied Pflicht, an mindestens vier Übungen pro Jahr teilzunehmen und bei jeder Übung mindestens 60 Schüsse nach einem Ausbildungsplan abzugeben. Eine militärische Bedeutung besaß das Schießstandwesen in Friedenszeiten nicht.
Die Standschützen hatten das Recht, ihre Offiziere per Wahl selbst zu bestimmen. Die Leute wählten zunächst die Offiziere in ihrer Gesamtheit, was zuerst einmal den Rang eines Leutnants bedeutete. Die so gewählten Offiziere wählten in alter Manier aus ihrer Mitte die Hauptleute als Kompaniekommandanten, und diese im höchsten Rang der Standschützen den Major als Bataillonskommandanten, da Andreas Hofer ebenfalls nur Standschützenmajor war und keiner über ihn gestellt werden sollte. Das Ergebnis der Wahl musste an das Militärkommando eingegeben und „Allerhöchst“ bestätigt werden. Nur in den seltensten Fällen erfolgte eine Ablehnung, so im Falle eines Standschützen-Offiziers, der Jahre zuvor zu einer sechsmonatigen Kerkerhaft verurteilt und degradiert worden war.
Die Offiziere der Standschützen waren den Chargen der regulären Armee nachgestellt und ein Kommando der Standschützen dem Kommando der Armee gleichwertig nachgestellt, auch wenn dieses von einem Dienstgradniederen befehligt wurde.
Die Offiziere der Standschützen trugen als Dienstgradabzeichen, die Sternrosetten der Militärbeamten in Goldstickerei auf grasgrünen Parolis, mit den Abzeichen analog zu den übrigen Angehörigen der Branche.
Insgesamt gab es 65.000 Standschützen auf 444 Schießständen in Nord-, Ost- und Süd- und Welschtirol.

## Aufstellungs- und Ergänzungsorte
| Bataillon                                          | Kompanien |
| -------------------------------------------------- | --- |
| k.k. Standschützen-Bataillon Nr. IX Auer           | 1. Komp. Auer/Aldein/Radein – 2. Komp. Leifers/Branzoll – 3. Komp. Neumarkt/Salurn – 4. Komp. Deutschnofen/Petersberg – 5. Komp. Montan/Truden             |
| k.k. Standschützen Bataillon Nr. I Bozen           | 1. Komp. Bozen – 2. Komp. Bozen – 3. Komp. Ritten |
| k.k. Standschützen Bataillon Nr. IV Brixen         | 1. Komp. Brixen – 2. Komp. Brixen/St. Andrä – 3. Komp. Neustift/Vahrn/Natz – 4. Komp. Lüsen/Afers                                                          |
| k.k. Standschützen Bataillon Enneberg              | 1. Komp. Bruneck – 2. Komp. Enneberg – 3. Komp. St. Leonhard/Abtei – 4. Komp. Ampezzo/Buchenstein                                                          |
| k.k. Standschützen Bataillon Glurns                | 1. Standschützen-Kompanie – 2. Standschützen-Kompanie – 3. Standschützen-Kompanie – 4. Standschützen-Kompanie                                              |
| k.k. Standschützen Bataillon Gries                 | 1. Komp. Gries – 2. Komp. Jenesien/Afing – 3. Komp. Terlan/Andrian/Vilpan/Mölten/Flaas                                                                     |
| k.k. Standschützen Bataillon Gröden                | 1. Komp. St. Ulrich – 2. Komp. Wolkenstein – 3. Komp. St. Christina                                                                                        |
| k.k. Standschützen Bataillon Imst                  | 1. Standschützen-Kompanie – 2. Standschützen-Kompanie – 3. Standschützen-Kompanie                                                                          |
| k.k. Standschützen Bataillon Innsbruck I           | 1. Komp. Innsbruck – 2. Komp. Innsbruck – 3. Komp. Innsbruck – 4. Komp. Innsbruck – 5. Komp. Hötting                                                       |
| k.k. Standschützen Bataillon Innsbruck II          | 1. Komp. Hall – 2. Komp. Stubaital – 3. Komp. Wipptal |
| k.k. Standschützen Bataillon Innsbruck III (Telfs) | 1. Komp. Telfs – 2. Komp. Inzing |
| k.k. Standschützen Bataillon Kaltern I             | 1. Komp. Eppan – 2. Komp. Kaltern |
| k.k. Standschützen Bataillon Kaltern II            | 1. Komp. Margreid – 2. Komp. Kurtatsch – 3. Komp. Tramin                                                                                                   |
| k.k. Standschützen Bataillon Nr. II Kastelruth     | 1. Komp. Kastelruth – 2. Komp. Seis am Schlern – 3. Komp. Völs – 4. Komp. Barbian                                                                          |
| k.k. Standschützen Bataillon Kitzbühel             | 1. Komp. Kitzbühel – 2. Komp. Hopfgarten – 3. Komp. Brixen im Thale – 4. Komp. Fieberbrunn                                                                 |
| k.k. Standschützen Bataillon Nr. III Klausen       | 1. Komp. Klausen – 2. Komp. Feldthurns/Latzfons – 3. Komp. Lajen – 4. Komp. Gufidaun/Villnöss/Theis                                                        |
| k.k. Standschützen Bataillon Kufstein              | 1. Komp. Kufstein – 2. Komp. Ellmau/Scheffau – 3. Komp. Langkampfen/Kirchbichl – 4. Komp. Thiersee/Ebbs                                                    |
| k.k. Standschützen Bataillon Lana                  | 1. Komp. Lana – 2. Komp. Völlian/Tisens/Nals |
| k.k. Standschützen Bataillon Landeck               | 1. Komp. Landeck – 2. Komp. Stanzertal – 3. Komp. Paznauntal                                                                                               |
| k.k. Standschützen Bataillon Lienz                 | 1. Komp. Lienz – 2. Komp. Nußdorf – 3. Komp. Matrei – 4. Komp. Huben                                                                                       |
| k.k. Standschützen Bataillon Nr. X Meran I         | 1. Komp. Meran/(Hauptschießstand) – 2. Komp. Meran (Reservisten) – 3. Komp. Dorf Tirol – 4. Komp. Meran (Veteranen)                                        |
| k.k. Standschützen Bataillon Nr. VI Meran II       | 1. Komp. Schenna / Riffian / Tall – 2. Komp. Algund – 3. Komp. Partschins – 4. Komp. Naturns                                                               |
| k.k. Standschützen Bataillon Meran III             | 1. Komp. Obermais/Untermais – 2. Komp. Marling/Tscherms – 3. Komp. Burgstall/Gargazon/Hafling/Vöran                                                        |
| k.k. Standschützen Bataillon Nauders-Ried          | 1. Komp. Ried – 2. Komp. Reschen – 3. Komp. Graun |
| k.k. Standschützen Bataillon Nr. VII Passeier      | 1. Komp. St. Martin – 2. Komp. St. Leonhard – 3. Komp. Moos – 4. Komp. Platt/Pfelders                                                                      |
| k.k. Standschützen Bataillon Prad                  | 1. Komp. Prad – 2. Komp. Laas – 3. Komp. Tschengls – 4. Komp. Lichtenberg                                                                                  |
| k.k. Standschützen Bataillon Rattenberg            | 1. Komp. Alpbach/Brixlegg – 2. Komp. Brandenberg |
| k.k. Standschützen Bataillon Reutte I              | 1. Komp. Reutte – 2. Komp. Berwang/Bichlbach – 3. Komp. Lermoos/Ehrwald                                                                                    |
| k.k. Standschützen Bataillon Reutte II             | 1. Komp. Steeg/Bach – 2. Komp. Häselgehr/Forchach – 3. Komp. Nesselwängle/Jungholz                                                                         |
| k.k. Standschützen Bataillon Sarnthein             | 1. Komp. Sarnthein – 2. Komp. Pens |
| k.k. Standschützen Bataillon Schlanders            | 1. Komp. Schlanders – 2. Komp. Kortsch – 3. Komp. Martell – 4. Komp. Latsch – 5. Komp. Tartsch - 6. Komp. Kastelbell – 7. Komp. Tabland – 8. Komp. Schnals |
| k.k. Standschützen Bataillon Schwaz                | 1. Komp. Schwaz – 2. Komp. Jenbach |
| k.k. Standschützen Bataillon Sillian               | 1. Komp. Sillian – 2. Komp. Lesachtal – 3. Komp. Sexten – 4. Komp. Toblach                                                                                 |
| k.k. Standschützen Bataillon Silz                  | 1. Komp. Silz – 2. Komp. Oetz – 3. Komp. Umhausen – 4. Komp. Haiming (Tirol)                                                                               |
| k.k. Standschützen Bataillon Sterzing              | 1. Standschützen-Kompanie – 2. Standschützen-Kompanie – 3. Standschützen-Kompanie – 4. Standschützen-Kompanie                                              |
| k.k. Standschützen Bataillon Ulten                 | 1. Komp. St. Pankraz/Pawigl – 2. Komp. St. Walburg/Proveis – 3. Komp. St. Nikolaus/St. Gertraud                                                            |
| k.k. Standschützen Bataillon Welsberg              | 1. Komp. Vintl – 2. Komp. Sand in Taufers – 3. Komp. Welsberg                                                                                              |
| k.k. Standschützen Bataillon Welschnofen           | 1. Komp. Welschnofen – 2. Komp. Tiers/Karneid – 3. Komp. Ritten/Rentsch – 4. Komp. St. Nikolaus in Eggen                                                   |
| k.k. Standschützen Bataillon Zillertal             | 1. Komp. Mayrhofen/Brandberg – 2. Komp. Mittleres Zillertal/Stumm                                                                                          |
| k.k. Standschützen Kompanie                        | Stilfs |
| k.k. Standschützen Kompanie                        | Taufers |

### Welschtirol
| I. | II. |
| --- | --- |
| - k.k. Standschützen-Kompanie Ala-Pilcante - k.k. Standschützen-Formation Baselga - k.k. Standschützen-Formation Bedollo - k.k. Standschützen-Kompanie Borgo - k.k. Standschützen-Kompanie Brentonico - k.k. Standschützen-Formation Caldonazzo - k.k. Standschützen-Kompanie Campitello - k.k. Standschützen-Formation Carbonare - k.k. Standschützen-Formation Castello Tesino - k.k. Standschützen-Formation Cavedine - k.k. Standschützen-Formation Cembra - k.k. Standschützen-Formation Civezzano - k.k. Standschützen-Formation Faedo - k.k. Standschützen-Formation Fai - k.k. Standschützen-Formation Folgaria-Sebastiano - k.k. Standschützen-Formation Lasino - k.k. Standschützen-Formation Lavis - k.k. Standschützen-Formation Levico - k.k. Standschützen-Formation Lusern - k.k. Standschützen-Kompanie Mezzolombardo | - k.k. Standschützen-Kompanie Moena - k.k. Standschützen-Formation Nomi - k.k. Standschützen-Kompanie Pedemonte-Casotto - k.k. Standschützen-Formation Pergine - k.k. Standschützen-Formation Pieve Tesino - k.k. Standschützen-Kompanie Pozza - k.k. Standschützen-Abteilung Riva-Arco - k.k. Standschützen-Formation Roveré della Luna - k.k. Standschützen-Formation Sardagna - k.k. Standschützen-Formation Segonzano - k.k. Standschützen-Formation Spormaggiore - k.k. Standschützen-Kompanie Strigno - k.k. Standschützen-Kompanie Tione - k.k. Standschützen-Formation Trambileno - k.k. Standschützen-Kompanie Vallarsa - k.k. Standschützen-Formation Vezzano - k.k. Standschützen-Formation Vigo di Non - k.k. Standschützen-Formation Vigolo Vattaro - k.k. Südtiroler Standschützen-Arbeiter-Kompanie - k.k. Weinberg Arbeitskommando des 11. AK |

| Bataillon                             | Kompanien                                                                                                   |
| ------------------------------------- | --- |
| k.k. Standschützen-Bataillon Cavalese | 1. Komp. Predazzo – 2. Komp. Cavalese – 3. Komp. Altrei – 4. Komp. Primör                                   |
| k.k. Standschützen-Bataillon Cles     | 1. Komp. Cles – 2. Komp. Taio – 3. Komp. Fondo – 4. Komp. Flavon – 5. Komp. Brez – 6. Komp. Proveis/Laurein |
| k.k. Standschützen-Bataillon Malè     | 1. Komp. Rabbi – 2. Komp. Caldes – 3. Komp. Malé                                                            |
| k.k. Standschützen-Bataillon Trient   | |

### Vorarlberg

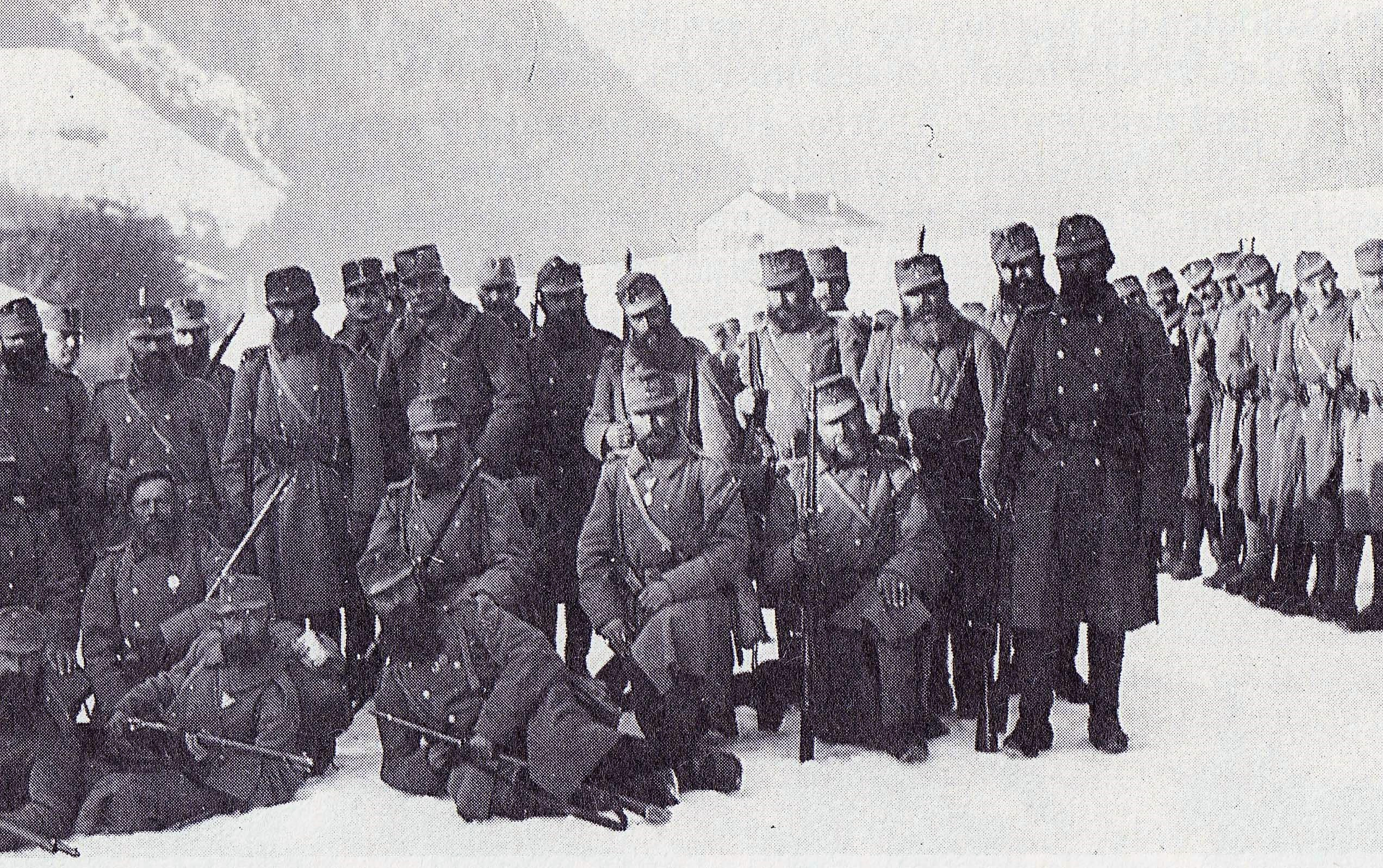
Standschützen aus Enneberg mit ihrem Kommandanten Major Kostner

| Bataillon                                    | Kompanien                                                                                        |
| -------------------------------------------- | ------------------------------------------------------------------------------------------------ |
| k.k. Standschützen-Bataillon Bezau           | 1. Komp. Bezau – 2. Komp. Mittelberg – 3. Komp. Lingenau/Hittisau                                |
| k.k. Standschützen-Bataillon Bludenz         | 1. Komp. Walgau – 2. Komp. Klostertal – 3. Komp. Montafon                                        |
| k.k. Standschützen-Bataillon Bregenz         | 1. Komp. Bregenz – 2. Komp. Wolfurt/Kennelbach/Hard – 3. Komp. Sulzberg – 4. Komp. Alberschwende |
| k.k. Standschützen-Bataillon Dornbirn        | 1. Komp. Dornbirn – 2. Komp. Lustenau – 3. Komp. Hohenems – 4. Komp. Höchst/Fußach               |
| k.k. Standschützen-Bataillon Nr. 4 Feldkirch | 1. Komp. Feldkirch – 2. Komp. Frastanz – 3. Komp. Altenstadt/Gisingen                            |
| k.k. Standschützen-Bataillon Rankweil        | 1. Komp. Rankweil – 2. Komp. Götzis – 3. Komp. Sulz/Röthis                                       |

## Erster Weltkrieg

### Erste Auswirkungen
Mit Beginn des Ersten Weltkrieges wurden die drei Regimenter der Landesschützen an die russische Front verlegt, obwohl sie, nach dem Gesetz, nur zur Verteidigung Tirols hätten eingesetzt werden dürfen. In Tirol standen somit an ausgebildeten Truppen lediglich zwei vollwertige Bataillone (X. Marschbataillon des Infanterie-Regiments 59 und das Tiroler Landsturm-Bataillon I) zum Schutz der Grenze gegen Italien zur Verfügung. Weitere 19 Bataillone waren nur vermindert einsatzfähig. Das Landesverteidigungskommando von Tirol misstraute schon bald der Neutralität Italiens, und begann, da die reservepflichtigen Standschützen bereits einberufen waren und somit nicht mehr zur Verfügung standen, die übriggebliebenen, nicht militärpflichtigen Standschützen beschleunigt militärisch auszubilden.
Dazu wurden z. B. invalide oder sonstige ausgediente Kaiserjäger oder Landesschützen verwendet. Die Ausbildung erfolgte in der Nationaltracht oder im Schützenrock, dazu hatten die Männer ihre eigenen Stutzen mitzubringen. Erste Einsätze bestanden im Wachdienst an militärischen Objekten und an Brücken oder ähnlichem. Da noch keine Uniformen zur Verfügung standen, wurden schwarzgelbe Armbinden angelegt. Besonders die jüngeren, noch nicht regulär militärisch ausgebildeten Leute, aber auch die Älteren, deren Militärdienstzeit schon Jahrzehnte zurücklag, bereitete der Führung im Bezug auf das militärische Auftreten Kopfzerbrechen. Der jüngste dieser Standschützen war 14 Jahre alt, der älteste schon über 80 Jahre. Wegen dieser Mängel wurden die Standschützen von vielen aktiven Offizieren lange Zeit nicht ernst genommen, nicht selten von oben herab behandelt oder gar beschimpft. Das war nicht verwunderlich, da es plötzlich sozusagen im Handumdrehen Majore gab, wohingegen ein normaler Offizier diesen Rang erst nach einer Dienstzeit von etwa 15 Jahren erreichte. Ein Hauptmann mit zehn oder mehr Dienstjahren sah sich plötzlich einem Standschützenmajor gegenüber, der in seiner aktiven Zeit womöglich nur Zugsführer oder Korporal gewesen oder gar völlig ungedient war. Hier konnten Spannungen nicht ausbleiben. Der Oberkommandierende in Tirol, Feldmarschallleutnant Viktor Dankl, erließ im November 1915 einen Befehl, dass Beschimpfungen und ungebührliche Behandlungen der Standschützenoffiziere streng bestraft würden.
Im April wurden die Standschützeneinheiten erstmals inspiziert. Im Zuge dieser Inspektion wurden die Standschützen in frontdiensttauglich (zählten zu den Feldformationen) und mindertauglich (Einsatz in Wach- und Ersatzabteilungen) unterteilt. Man erwartete die Kriegserklärung Italiens an Österreich-Ungarn. Aus diesem Grunde wurden die Standschützen am 18. Mai 1915 mobilisiert. Bereits einen Tag später rückten die ersten Formationen Südtirols an die Südfront aus. Weitere drei Tage später trafen Züge, die über den Brennerpass kamen, mit Nordtiroler Standschützen an der neuen Front ein. Italien erklärte Österreich-Ungarn schließlich am 23. Mai den Krieg.

### Welschtiroler Standschützen
Die Angehörigen der Standschützenformationen im Trentino waren der k.u.k. Armeeführung nicht ganz geheuer. Obwohl die Schießstände schon sehr lange bestanden, war man gegenüber den italienischsprachigen Tirolern misstrauisch und versuchte, diese nach ihrer Zuverlässigkeit einzustufen. Die Klassifizierung reichte von vollkommen zuverlässig bis ganz unzuverlässig. Die Ausgabe von Waffen und Monturen an die Welschtiroler Standschützen erfolgte nur an absolut zuverlässige Verbände, wobei diese nur in wenigen Fällen zu Kampfhandlungen eingesetzt wurden. Meistens versahen sie Wachdienst oder Trägerdienste oder waren als Arbeiterformationen eingeteilt.

### Ausrüstung
Für die Standschützen war bis Ende März 1915 noch kein Kleidungsstück und noch kein Gewehr eingeplant, geschweige denn vorrätig oder gar zugewiesen. Nachdem sich immer mehr abzeichnenden Kriegseintritt Italiens auf der Seite der Entente, begann man jedoch, die im Januar begonnene Aufstellung von Standschützen-Formationen zu beschleunigen. An Uniformen wurde zunächst ausgegeben, was immer gefunden wurde. (Die beiden Kompanien des Standschützen-Bataillons Schwaz z. B. rückten am 23. Mai 1915 in hechtgrauen Paradeuniformen der Jägertruppe aus.) Auch Mannlicher-Repetiergewehre standen zunächst nicht oder nur in geringer Stückzahl zur Verfügung, die Standschützen bekamen vorerst alte, einschüssige Werndl-Gewehre oder nutzen ihre eigenen Waffen. Im Mai 1915 erhielten die Nordtiroler und Vorarlberger Standschützen aus deutschen Lieferungen 16.000 Gewehre des Modells 98, die Südtiroler Formationen wurden dann doch noch mit den Mannlicher-Gewehren ausgerüstet. Die Welschtiroler Verbände behielten die Werndlgewehre, lediglich die wenigen zu Kampfeinsätzen verwendeten Formationen erhielten das Gewehr 98 zugewiesen. Maschinengewehre wurden den einzelnen Einheiten im Bedarfsfall zugeteilt, wer gute Beziehungen hatte, wie das Bataillon Bozen, verfügte jedoch über eine eigene Maschinengewehr-Abteilung. Geschütze führten die Standschützen nicht, lediglich das Bataillon Schlanders verfügte über eine uralte 6 cm Gebirgskanone unbekannter Herkunft.

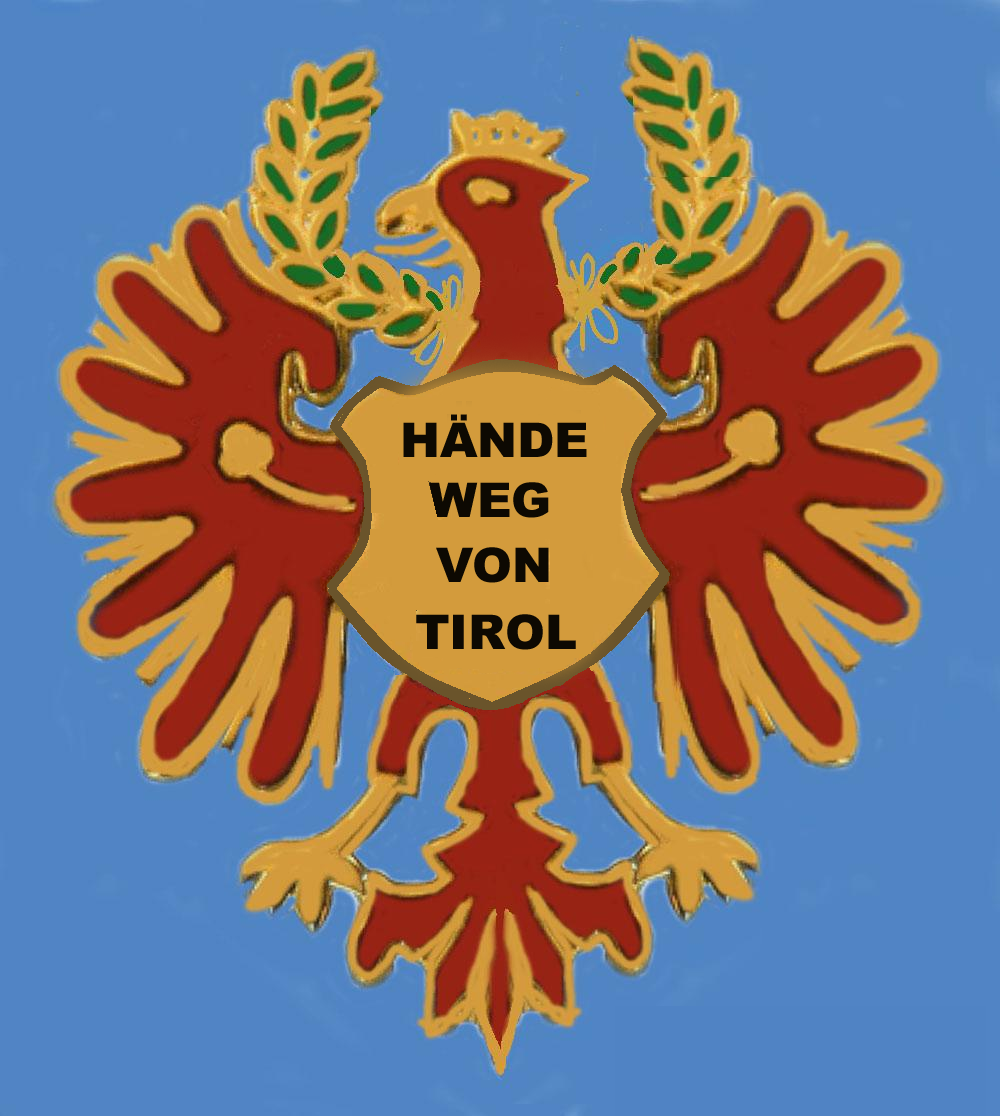
Kappenabzeichen der Tiroler Standschützen

Nach einigen Anlaufschwierigkeiten wurden den Standschützen die Montur der k.k. Gebirgstruppe zugeteilt. (die hier plötzlich erfolgten Anstrengungen lagen darin, dass man befürchtet, die nicht uniformierten Kombattanten würden womöglich als Freischärler behandelt.) Allerdings bestanden hinsichtlich der Qualität der Ausrüstung erhebliche Mängel. So wurde statt des Riemenzeugs bereits Webgurtmaterial ausgegeben, es fehlte an Brotbeuteln und Spaten (beides wurde improvisatorisch zunächst aus allem Möglichen selbst hergestellt). Als Abzeichen wurde von den Tiroler Einheiten auf den grasgrünen Parolis der Tiroler Adler, von den Vorarlbergern das Vorarlberger Wappen getragen. Auf der linken Kappenseite durfte das Edelweiß der Gebirgsinfanterie angebracht werden, vorne an der Kappe befand sich das dafür extra entworfenen Abzeichen mit dem Motto „Hände weg von Tirol“. Als Dienstgradabzeichen für die Unteroffiziere und Mannschaften wurden anstelle der vorgesehenen silbergestickten Rosetten, deren Beschaffung in dieser Menge Schwierigkeiten bereitete, (nur die Offiziere erhielten diese) die Zelluloidsterne der regulären Armee verwendet.
Für die Sanitätsausstattung mussten die Rettungsdepots der Schutzhütten herhalten, die ausgeräumt und auf Gebirgskraxen verpackt, den Bataillonen zugeteilt wurden. Jedes Bataillon erhielt zwei Medikamenten- und zwei Verbandstornister.
Die Ausstattung mit Fahnen war zwar vorgesehen, eine Aushändigung erfolgte jedoch nur bei den Bataillonen Bozen, Kaltern, Passeier und Meran II. Viele der anderen Formationen führten bei der Vereidigung und beim Ausmarsch ihre Schützenfahne mit sich.

### Ausmarsch
Nach dem Mobilmachungsbefehl durch Kaiser Franz-Joseph I. vom Dienstag, dem 18. Mai 1915, formierten sich 39 Deutschtiroler Schützenbataillone und zwei selbstständige Schützenkompanien, sechs Vorarlberger Bataillone, vier Welschtiroler Bataillone und 41 Welschtiroler Schützenkompanien.
Bereits am 22. Mai 1915, also einen Tag vor der Kriegserklärung Italiens, verlegten die Standschützen an die Reichsgrenze im Süden und Südwesten. Ausgenommen waren lediglich die Bataillone Zillertal und Nauders-Ried, die zum Schutz des Alpenhauptkammes zurückblieben, sowie das Bataillon Lienz, das zunächst zum Schutz der Osttiroler Grenze südlich des Drautals in Stellung gelegt wurde und dort bis zum September 1915 verblieb.

## Dienstgradabzeichen der Standschützen (Beispiele)

Unterjäger (Vorarlberg)
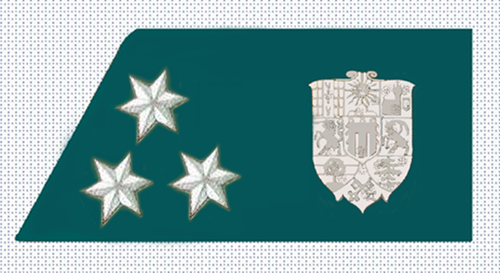
Zugsführer (Vorarlberg)
Leutnant (Tirol)
Oberleutnant (Tirol)
Hauptmann (Vorarlberg)
Major (Tirol)

### Einsatzgebiete und Einsätze
Das Einsatzgebiet der Standschützen erstreckte sich über alle fünf Verteidigungsrayons der Südtiroler Front. Es reichte von der Dreisprachenspitze an der Schweizer Grenze bis hin zu den östlichen Ausläufern der Karnischen Alpen am Kreuzbergsattel.
Obwohl die Standschützen nahezu ausschließlich für die Abwehr der häufigen italienischen Angriffe verwendet wurden, nahmen sie auch an den Offensiven (wenn auch nur in der zweiten Welle) teil. Neben den Stellungskämpfen führten sie auch Patrullen (Patrouillen) und Aufklärungsunternehmen durch. Ihre weitere Hauptaufgabe bestand im Arbeitseinsatz, sie bauten Stellungen, Unterkünfte, Kavernen, Stacheldrahthindernisse und halfen bei der Reparatur der beschädigten Festungswerke. Des Weiteren wurden die Standschützen zu Trägerdiensten für den Nachschub, als Blessiertenträger (Krankenträger, heute Sanitätssoldaten) und im Wachdienst eingesetzt.

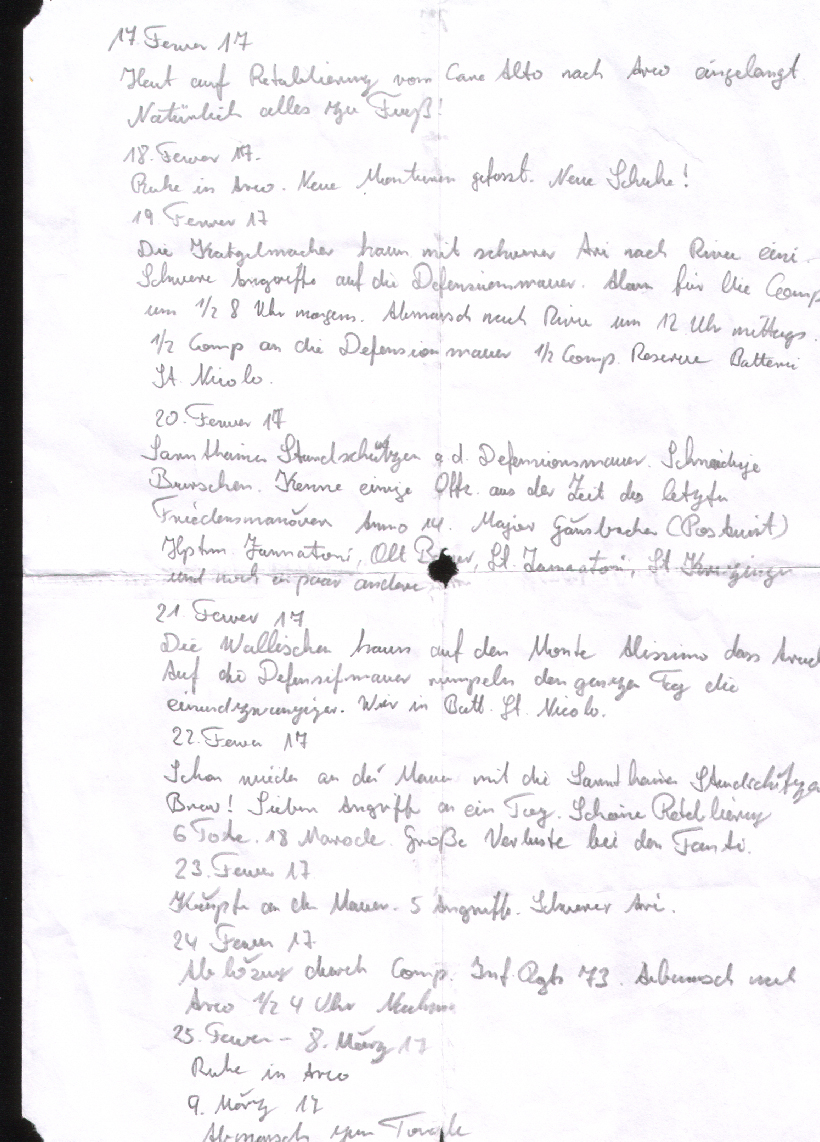
Erwähnung der Sarntheiner Standschützen im Kriegstagebuch des Zugsführers Franz Pomykahler im Kaiserschützen-Regiment Innichen Nr. III von 1917

In den ersten Wochen waren die Standschützen bei der Verteidigung der Tiroler Front auf sich allein gestellt. Diese schwachen Truppen vermochten es trotz allem, die italienischen Angriffe aufzuhalten, da die italienische Führung nicht glauben konnte, dass die Grenze so gut wie ungeschützt dastand. Erst später trafen reguläre Truppen und Soldaten des deutschen Alpenkorps sowie Kaiserschützen und Kaiserjäger ein. Diese erkannten die Standschützen, im Gegensatz zu manch anderen Offizieren, als vollwertige Soldaten an. Die österreichischen Kriegsstrategen bezeichneten die Standschützen anfangs als ungeordneter Haufen ohne Kriegserfahrung. Doch durch ihren Mut, ihre hohe Treffsicherheit und ihr bergsteigerisches Können erlangten sich die Standschützen Respekt und Achtung.

## Zusammenfassung
Es kann nicht angezweifelt werden, dass der Einsatz der Standschützen im Mai 1915 Österreich-Ungarn zu diesem Zeitpunkt gerettet hat. An aktiven Truppen standen insgesamt nur 12.000 Gewehre zur Verfügung, womit theoretisch nur alle etwa 30 Meter ein Mann mit einem Gewehr gestellt werden konnte. Somit bildeten die 23.000 unter Waffen stehenden Standschützen mit 2/3 der verfügbaren Gesamtstärke das Rückgrat der Abwehrkräfte. Das Deutsche Alpenkorps konnte zunächst nur beschränkt eingreifen, da sich Deutschland zu diesem Zeitpunkt mit Italien noch nicht im Kriegszustand befand und die deutschen Truppen italienischen Boden nicht betreten durften.
Bedingt durch vielfach vorhandene, ausgezeichnete Ortskenntnis der Standschützen waren diese oftmals in der Lage, italienischen Patrouillen und Aufklärungsunternehmungen zuvorzukommen und diese zurückzuschlagen. Insbesondere, da die korrekte Uniformierung inzwischen erfolgt war, wurde der Eindruck erweckt, dass es sich um reguläre Kräfte handele, was das Zögern der italienischen Führung beeinflusst haben mag. Der moralische Wert des Standschützen lag auch darin, dass sich oftmals nicht weit hinter der Front sein Besitztum und seine Familie befanden, die es zu schützen galt. Der rein militärische Wert der Standschützenformationen war sehr unterschiedlich. Die sprichwörtliche Sturheit und Dickköpfigkeit besonders der Bergbauern führte oftmals zu Disziplinlosigkeiten und Eigenmächtigkeiten. So meldete Feldmarschalleutnant Goiginger am 12. Juni 1915 nach Innsbruck, dass am Monte Piano Standschützen „eigenmächtig aus dem Gefecht gegangen seien“. Solche Vorkommnisse waren jedoch bei weitem nicht die Regel und blieben Einzelfälle. Um die militärische Disziplin zu stärken, begann man nun auch aktive Herresoffiziere als Kommandanten den Standschützen zuzuteilen. Des Weiteren begann man, nachdem sich die personelle Situation durch das Eintreffen der Truppen von der Ostfront etwas entspannt hatte, die Standschützen verstärkt militärisch auszubilden. Mannschaften und Offiziere wurden zu den verschiedensten Ausbildungskursen abkommandiert, um dort die neuesten Taktiken und Techniken zu erlernen. Auf Anregung des Deutschen Alpenkorps wurden in die bisher von den Standschützen allein gehaltenen Frontabschnitten aktive Truppenteile eingeschoben. So wurde eine Art Korsett gebildet und die Kampfkraft weiter verstärkt.
Etwas anders stellte sich die Situation bei den Welschtiroler Standschützen dar. Es mag sein, dass es mit dem unverhohlenen Misstrauen und der Aversion der Führung zusammenhing, oder dass andere Umstände dafür verantwortlich waren, es kam hier zu Desertionen, auch wenn sie nicht an der Tagesordnung waren. Das lag oftmals daran begründet, dass man bei Kriegsbeginn die Front aus strategischen Gründen an manchen Stellen zurückgenommen und Gelände aufgegeben hatte (z. B. den Kessel von Cortina). Dadurch befanden sich manche Heimatdörfer der Standschützen plötzlich hinter der Front in feindlichem Gebiet, was auch einen Kontakt mit den Familienangehörigen per Post so gut wie unmöglich machte, da zwischen Österreich-Ungarn und Italien seit Kriegsbeginn keine Postverbindung mehr bestand. Am 25. Oktober 1916 desertierten zwei Mann der Standschützenkompanie Tione (heute Tione di Trento), die in Judikarien lag, da sich ihre Heimatorte jenseits der Front im italienisch besetzten Gebiet befanden. Der verantwortliche Unteroffizier, der die Flucht nicht verhindert hatte, wurde vor ein Militärgericht gestellt und standrechtlich erschossen.
Die 52. Halbbrigade im Valsugana meldete am 1. Juni 1915, dass man unzuverlässige italienischsprachige Standschützen entwaffnet und als Arbeiter eingesetzt habe. Unabhängig davon kämpften zumindest bei Kriegsbeginn einige Welschtiroler Standschützenformationen verbissen gegen die Eindringlinge, so die Kompanien Ala und Borgo, die dafür extra eine Belobung (Belobigung) erhielten. Nichtsdestoweniger wurden die Welschtiroler Verbände nach und nach alle entwaffnet und bestanden bei Kriegsende nur noch aus Arbeiterformationen. Dies galt allerdings auch für die ladinischen Einheiten (z. B. aus Cavalese), die nicht als Italiener betrachtet werden wollten und ob dieser Maßnahme sehr verbittert waren.

## Endphase
Da einerseits Personalersatz bei den Standschützenformationen nicht, oder nur in äußerst geringem Umfang zugewiesen werden konnte, andererseits aber sehr viele Abgänge der älteren Jahrgänge durch Strapazen und Krankheiten zu verzeichnen waren, spitzte sich die Personalsituation bereits nach kurzer Zeit zu. Das führte so weit, dass ganze Kompanien aufgelöst oder zusammengelegt werden mussten, Bataillone wurden zu Kompanien herabgestuft, oder wie bei Meran, die drei vorhanden gewesenen Bataillone wurden zu einem zusammengelegt. Auch sank die Stimmung immer mehr je länger der Krieg andauerte, was auch auf die immer noch andauernden und nicht zu unterbindenden Beschimpfungen und Herabwürdigungen durch aktive Offiziere, Benachteiligungen bei der Zuteilung von Verpflegung und Ersatzausrüstung, sowie schikanösen Verwendungseinteilungen zurückzuführen war. 1918 betrug die Brotration aus minderwertigem Maismehl theoretisch 500 Gramm pro Mann und Tag, was aber oft genug auf 125 Gramm pro Mann und Tag reduziert wurde. Fleisch gab es oftmals nur für den Mann an der Front in Höhe von 160 Gramm, für die anderen dagegen nichts. Die Fettration betrug etwa 8 Gramm pro Tag und Mann.
Nichtsdestoweniger standen die, seit Mitte 1918 zu Standschützen-Gruppen (Bataillonen) zusammengefassten Verbände unerschütterlich auf ihren Posten, auch als die ungarischen und tschechischen Regimenter bereits begannen sich aufzulösen. Lediglich bei den Bataillonen Dornbirn und Pustertal kam es in den allerletzten Tagen des Krieges zu Aufmüpfigkeiten, als der Befehl zu einem erneuten Instellunggehen einlangte. Aber auch diese Situation konnte von den Offizieren noch einmal bereinigt werden.
Die meisten, der in den westlichen und südlichen Abschnitten kämpfenden Standschützen gerieten bei Kriegsende in italienische Gefangenschaft. Die Italienisch sprechenden Standschützen sahen sich nach der „Befreiung vom österreichischen Joch“ (Gabriele D’Annunzio) jahrelang Schikanen und Repressalien ausgesetzt, die bis zur Zwangsdeportierung in entfernte Teile Italiens reichten. (Als Beispiel sei hier die Standschützenkompanie Strigno genannt, deren Mitglieder nach Kriegsende nicht gefangen-, sondern festgenommen und in die Abruzzen deportiert wurden.)

## Belobigte Aktionen der Standschützen

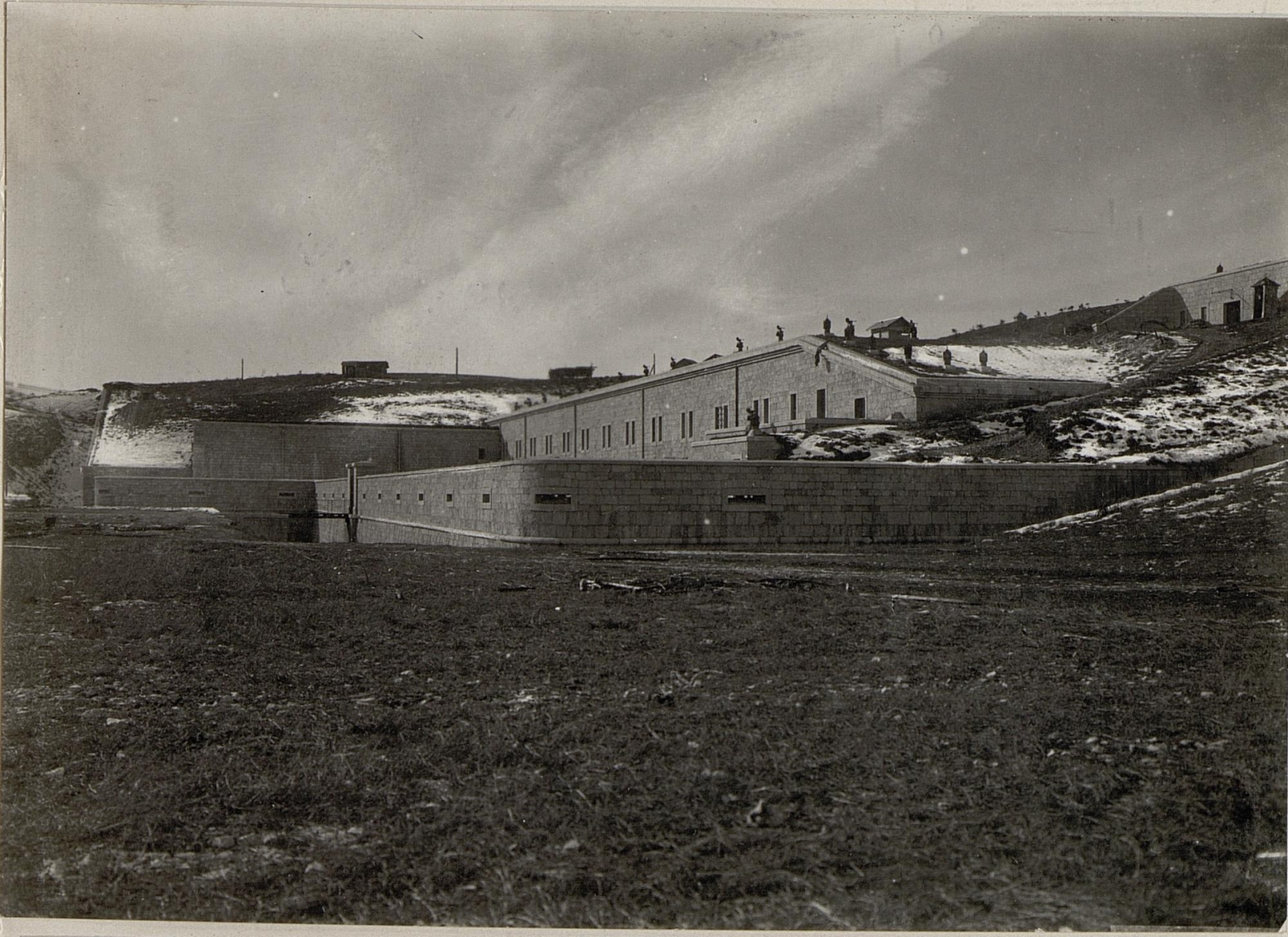
Das vom Standschützen-Bataillon Meran am 12. November 1917 eroberte italienische Panzerwerk Leone

- k.k. Standschützen-Bataillon Schlanders: Für die Teilnahme an der Eroberung des Monte Scorluzzo
- k.k. Standschützen-Bataillon Enneberg: Für die Verteidigung der Siefstellung (Monte Sief)
- k.k. Standschützen-Bataillon Innsbruck I: Für die Verteidigung des Zinnenplateaus (Drei Zinnen)
- k.k. Standschützen-Bataillon Sillian: Für die Rückeroberung der Foramespitze
- k.k. Standschützen-Bataillone Imst, Kufstein, Glurns und Greis: Für die Teilnahme an der Südtiroloffensive
- k.k. Standschützen-Bataillon Meran: Für die Teilnahme an der Herbstoffensive 1917 und der Erstürmung des Panzerwerks Leone im Valsugana
- k.k. Standschützen-Bataillone Kitzbühel, Schwaz, Sterzing und Meran I: Für die Kämpfe auf der Hochfläche von Lavarone/Folgaria
- k.k. Standschützen-Bataillone Kaltern, Meran II, Reutte II: Belobigung durch den Kommandanten des XVII. Korps General der Infanterie Kritek für herausragende Verdienste
- k.k. Standschützenkompanie Ala: Für hervorragende Verdienste im Abwehrkampf
- k.k. Standschützenkompanie Borgo: Für hervorragende Verdienste im Abwehrkampf

## Tradition
Die Tradition der Standschützen wird im österreichischen Bundesheer vom Militärkommando in Innsbruck wahrgenommen.
- In Anerkennung der Verdienste der Standschützen in den Jahren des Ersten Weltkrieges und auch hinsichtlich der Traditionspflege wurde die Kaserne in Innsbruck in der Kranebitter Allee 230 „Standschützenkaserne“ benannt.
- Gedenktag der Standschützen ist der 13. August in Erinnerung der Schlacht am Bergisel 1809.
- Traditionsmarsch ist der Marsch „Unter der Fahne Tirols“ von Hans Eibl.

In Südtirol hat sich das Schützenwesen auch nach dem Kriegsende 1918 als eine traditionstragende Institution des Landesteils erhalten, über alle bald danach einsetzenden Verbote und brutalen Italianisierungsmethoden der faschistischen Zeit hinweg. (Allein das Verstecken einer Schützenfahne wurde streng bestraft – trotzdem wurden die meisten Südtiroler Schützenfahnen in Sicherheit gebracht und sind noch heute vorhanden.) Nichtsdestoweniger begann man auch im Trentino in den 1970er Jahren wieder mit der Aufstellung von Schützenkompanien in der Tradition der im Jahre 1918 aufgelösten Standschützenverbände. Als Beispiel sei hier die Schützenkompanie von Castello Tesino im Trentino genannt, die am 11./12. Juli 2009 neu aufgestellt wurde.

## Sonstiges
In der Zeit der nationalsozialistischen Besetzung Südtirols gliederte der Gauleiter von Tirol-Vorarlberg Franz Hofer im Oktober 1944 die Standschützen in den Volkssturm ein. Eine förmliche Umbenennung wurde 1945 von Adolf Hitler zwar zurückgewiesen, doch trugen die Volkssturmbataillone die Bezeichnung Standschützenbataillone und waren mit einem Ärmelzeichen in Rautenform mit einem Tiroler Adler auf dem Hakenkreuz und der Inschrift „Standschützen Bataillon (Ort)“ versehen.
Zum Andenken an die Standschützen wurde von Sepp Tanzer im März 1942 der „Standschützenmarsch“ komponiert und dem Gauleiter Franz Hofer gewidmet.
Der Hochgebirgseinsatz der Standschützen im Ersten Weltkrieg bildet den Hintergrund des Filmdramas Der stille Berg von 2014.

## Tabellen der Verwendungen
Hier finden sich die Einsatzorte und Einsatzzeiträume der verschiedenen Standschützeneinheiten. Dabei handelt es sich nicht nur um Kampfeinsätze.

### Abschnitt Ortler
Vom Stilfser Joch, über den Ortler und Ortler Vorgipfel, die Trafoier Eiswand, der Eiskögelen, die Thurwieserspitze, die Königsspitze, die Suldenspitze bis zu den Zufallspitzen. Die hier eingesetzten Standschützen waren an dem Angriff und der Wegnahme des Monte Scorluzzo im Juni 1915 maßgeblich beteiligt. An aktiven Truppen standen hier nur das I. Bataillon des Infanterie-Regiments 29 und einige Soldaten der Reitenden Tiroler Landesschützen zur Verfügung.
| I. | II. |
| --- | --- |
| - Standschützen-Bataillon Prad (Mai 1915 – Oktober 1918) - Standschützen-Bataillon Schlanders (Mai 1915 – November 1918) - Standschützen-Kompanie Stilfs (Mai 1915 – November 1918) | - Standschützen-Kompanie Taufers (Juni 1915 – Oktober 1918) - Standschützen Bataillon Glurns (Jänner 1918 – November 1918) - Standschützen-Bataillon Nauders-Ried (November 1917 – November 1918) |

### Abschnitt Tonale
Von der Zufallspitze über den Monte Cevedale, Monte Vioz (3645 m), die Punta San Matteo (3678 m), Corno dei Tre Signori (3359 m), Punta di Montozzo (2863 m), Punta di Albiolo (2970 m), den Tonalepass bis zum Passo Paradiso (2573 m) in der Presanella/Adamello Gruppe. An aktiven Truppen standen hier nur das II. Bataillon des Infanterie-Regiments 29 und einige Soldaten der Reitenden Tiroler Landesschützen zur Verfügung.
| I. | II. |
| --- | --- |
| - Standschützen-Bataillon Bludenz (Mai 1915 – Oktober 1915 / Mai 1918 – November 1918) - Standschützen-Bataillon Cles (Juni 1915 – August 1918) - Standschützen-Bataillon Cusiano (Mai 1915 – September 1915) - Standschützen-Bataillon Feldkirch (Mai 1918 – November 1918) - Standschützen Kompanie Fondo (Mai 1915 – August 1918) - Standschützen-Bataillon Imst (Mai 1918 – November 1918) - Standschützen-Bataillon Innsbruck III (Juli 1915 – März 1918) - Standschützen-Bataillon Kaltern II (Mai 1915 – August 1915) - Standschützen-Bataillon Landeck (April 1918 – November 1918) - Standschützen-Bataillon Lienz (Juni 1916 – April 1918) | - Standschützen-Bataillon Malè (Mai 1915 – Dezember 1917) - Standschützen-Bataillon Passeier (Juli 1916 – März 1918) - Standschützen-Bataillon Rankweil (März 1918 – November 1918) - Standschützen-Bataillon Rattenberg (Jänner 1918 – April 1918) - Standschützen-Bataillon Reutte I (April 1918 – Juni 1918) - Standschützen-Bataillon Reutte II (April 1918 – Juni 1918) - Standschützen-Bataillon Reutte (Juli 1918 – November 1918) - Standschützen-Bataillon Silz (Juni 1918 – November 1918) - Standschützen-Bataillon Ulten (Juni 1915 – April 1918) - Standschützen-Bataillon Welschnofen (Jänner 1918 – Oktober 1918) |

### Abschnitt Judikarien
Cima Presena (3046 m) – Mandron-Hütte (2448 m) – Crozzon di Lares (3354 m) – Corno di Cavento (3402 m) – Carè Alto (3465 m) – Dosso dei Morti (2381 m) – Werk Carriola – Monte Cadria (2254 m) – Monte Gaverdina (2054 m)
| I. | II. |
| --- | --- |
| - Standschützen-Bataillon Auer (Februar 1918 – November 1918) - Standschützen-Bataillon Bezau (Mai 1915 – November 1918) - Standschützen-Bataillon Bludenz (Juli 1917 – Mai 1918) - Standschützen-Bataillon Bozen (April 1918 – November 1918) - Standschützen-Bataillon Bregenz (Juni 1918 – November 1918) - Standschützen-Kompanie Campitello (Februar 1918 – August 1918) - Standschützen-Bataillon Cavalese (Juni 1918 – September 1918) - Standschützen-Bataillon Dornbirn (Juni 1918 – November 1918) - Standschützen-Bataillon Gries (Februar 1918 – November 1918) | - Standschützen-Bataillon Kaltern (Juni 1918 – November 1918) - Standschützen-Bataillon Klausen (Mai 1915 – Juli 1918) - Standschützen-Bataillon Lana (Juni 1918 – November 1918) - Standschützen-Bataillon Landeck (Juli 1918 – November 1918) - Standschützen-Bataillon Malè (Jänner 1918 – August 1918) - Standschützen-Kompanie Pozza (Jänner 1918 – August 1918) - Standschützen-Bataillon Sarnthein (Juni 1918 – November 1918) - Standschützen-Kompanie Tione (Mai 1915 – Oktober 1918) - Standschützen-Kompanie Vallarsa (Juni 1917 – Oktober 1917) |

### Abschnitt Festung Riva
Monte Gaverdina – Rochetta (1521 m) – Defensionsmauer vor Riva – Festung Riva – Gardasee – Malga Zurez – Loppio
| I. | II. |
| --- | --- |
| - Standschützen-Formation Baselga (Mai 1915 – ?) - Standschützen-Formation Bedolo (Oktober 1917 – September 1918) - Standschützen-Kompanie Borgo (Oktober 1917 – August 1918) - Standschützen-Bataillon Bozen (Mai 1915 – März 1918) - Standschützen-Bataillon Bregenz (Jänner 1918 – März 1918) - Standschützen-Kompanie Brentonico (Oktober 1917 – September 1918) - Standschützen-Kompanie Campitello (März 1918 – September 1918) - Standschützen-Formation Castel Tesino (Oktober 1917 – August 1918) - Standschützen-Formation Cavédine (Mai 1915 – ?) - Standschützen-Formation Civezzano (Oktober 1917 – September 1918) - Standschützen-Formation Fai (Oktober 1917 – September 1918) - Standschützen-Bataillon Gries (November 1916 – März 1917) - Standschützen-Bataillon Innsbruck I (Jänner 1918 – Februar 1918) - Standschützen-Bataillon Innsbruck II (Dez. 1917 – Februar 1918) - Standschützen-Bataillon Innsbruck (Februar 1918) – November 1918 - Standschützen-Bataillon Kaltern I (Mai 1915 – September 1915) - Standschützen-Bataillon Klausen (Juli 1918 – November 1918) | - Standschützen-Bataillon Lana (Mai 1915 – Dezember 1917) - Standschützen-Formation Lasino (Mai 1915 – ?) - Standschützen-Formation Lavis (1917 ?) - Standschützen-Formation Mezzolombardo (Oktober 1917 – September 1918) - Standschützen-Kompanie Moena(Oktober 1917 – September 1918) - Standschützen-Formation Pieve Tesino (Oktober 1917 – September 1918) - Standschützen-Kompanie Pozza (Mai 1918 – September 1918) - Standschützen-Bataillon Reutte I (Dezember 1917 – März 1918) - Standschützen-Bataillon Reutte II (Dezember 1917 – März 1918) - Standschützen-Abteilung Riva-Arco (Mai 1915 – November 1918) - Standschützen-Bataillon Sarnthein (Mai 1915 – Jänner 1918) - Standschützen-Formation Spormaggiore (Oktober 1917 – September 1918) - Standschützen-Bataillon Sterzing (Dezember 1917 – November 1918) - Standschützen-Formation Strigno (Oktober 1917 – August 1918) - Standschützen-Bataillon Trient (Oktober 1917 – August 1918) - Standschützen-Formation Vezzano (1915 – ?) - Standschützen-Formation Vigo di Non (Oktober 1917 – September 1918) |

### Abschnitt Etschtal-Rovereto
Loppio – Manzano – Sacco – Castel Dante – Werk Serrada
| I. | II. |
| --- | --- |
| - Standschützen-Kompanie Ala-Pilcante (Mai 1915 – Juni 1915) - Standschützen-Bataillon Auer (Aug. 1918 – November 1918) - Standschützen-Kompanie Borghetto (Mai 1915 – Juni 1915) - Standschützen-Kompanie Brentonico (Mai 1915 – Dezember 1915) - Standschützen-Bataillon Brixen (Mai 1915 – November 1918) - Standschützen-Bataillon Glurns (April 1916 – Juni 1915) - Standschützen-Bataillon Gries (April 1916 – Oktober 1916) - Standschützen-Bataillon Brixen (April 1916 – November 1916) - Standschützen-Bataillon Kitzbühel (April 1916 – September 1916) - Standschützen-Bataillon Kufstein (April 1916 – November 1917) - Standschützen-Bataillon Kufstein (Februar 1918 – September 1918) | - Standschützen-Bataillon Landeck (Juni 1915 – Oktober 1915) - Standschützen-Bataillon Meran I (November 1915 – Oktober 1916) - Standschützen-Bataillon Meran III (Mai 1915?) - Standschützen-Bataillon Meran III (November 1915 – Oktober 1916) - Standschützen-Bataillon Rattenberg (Mai 1918 – September 1918) - Standschützen-Bataillon Reutte I (April 1916 – November 1917) - Standschützen-Bataillon Schwaz (Oktober 1916 – September 1918) - Standschützen-Bataillon Silz (Jänner 1918 – April 1918) - Standschützen-Formation Trambileno (Mai 1915 – März 1917) - Standschützen-Kompanie Vallarsa (Mai 1915 – März 1917) - Standschützen-Bataillon Zillertal (März 1918 – September 1918) |

### Abschnitt Folgaria – Lavarone
Serrada – Coepass – Zwischenwerk Sommo – Monte Durer – Werk Sebastiano – Werk Lusern – Werk Gschwent – Werk Lusern – Werk Verle – Posten Vezzena
| I. | II. |
| --- | --- |
| - Standschützen-Formation Caldonazzo (Mai 1916 – Oktober 1917) - Standschützen-Formation Carbonare (Mai 1916 – Dezember 1915) - Standschützen-Bataillon Enneberg (Dezember 1917 – November 1918) - Standschützen-Formation Folgaria-Sebastiano (Mai 1915 – Apr. 1916) - Standschützen-Bataillon Glurns (Juni 1915 – Oktober 1915) - Standschützen-Bataillon Gries (Mai 1915 – Apr. 1916) - Standschützen-Bataillon Gröden (Februar 1918 – November 1918) - Standschützen-Bataillon Imst (Oktober 1915 – April 1916) - Standschützen-Bataillon Kaltern (Oktober 1916 – Mai 1918) - Standschützen-Bataillon Kastelruth (Februar 1916 – November 1918) - Standschützen-Bataillon Kitzbühel (Mai 1915 – Februar 1916) - Standschützen-Bataillon Kufstein (Juni 1915 – April 1916) - Standschützen-Bataillon Lana (Mai 1915 – September 1918) - Standschützen-Kompanie Lavarone (Mai 1915 – Juli 1918) - Standschützen-Formation Lavis (Juni 1915 – ? 1916) | - Standschützen-Kompanie Levico (Mai 1915 – Juli 1918) - Standschützen-Bataillon Lienz (Mai 1918 – November 1918) - Standschützen-Kompanie Lusern (Mai 1915 – Dezember 1915) - Standschützen-Bataillon Meran I (Mai 1915 – Oktober 1915) - Standschützen-Bataillon Meran III ? (Mai 1915 – September 1915) - Standschützen-Bataillon Meran(November 1917 – September 1918) - Standschützen-Bataillon Passeier(Juli 1918 – September 1918) - Standschützen-Kompanie Pedemonte-Casotto(Mai 1915 – April 1916) - Standschützen-Bataillon Reutte I (Mai 1915 – März 1916) - Standschützen-Bataillon Schwaz (April 1915 – Mai 1916) - Standschützen-Bataillon Sillian (Jänner 1918 – November 1918) - Standschützen-Bataillon Sterzing (Juni 1915 – Dezember 1915) - Standschützen-Bataillon Ulten (Juli 1918 – September 1918) - Standschützen-Bataillon Welsberg (Juli 1918 – November 1918) |

### Abschnitt Valsugana
Cima de Vezzena (1908 m) – Monte Cimon (1525 m) – Werk Tenna – Werk Colle delle benne – Ersatzwerk Busa Grande (1500 m) – Monte Panarotta (2002 m) – La Bassa (1834 m) – Pörtele (2152 m) – Schrimbler (2204 m) – Schwarzkofel (2301 m) – Kreuzspitz (2490 m)
| I. | II. |
| --- | --- |
| - Standschützen-Bataillon Bludenz (November 1915 – Oktober 1916) - Standschützen-Kompanie Borgo (Mai 1915 – September 1917) - Standschützen-Formation Caldonazzo (Mai 1915 – April 1916) - Standschützen-Formation Castel Tesino (Mai 1915 – April 1917) - Standschützen-Bataillon Kaltern I (Mai 1915 – November 1915) - Standschützen-Bataillon Kaltern II (Mai 1915 – November 1915) - Standschützen-Bataillon Landeck (März 1916 – Oktober 1917) - Standschützen-Kompanie Levico (Mai 1915 – April 1916) | - Standschützen-Bataillon Meran II (Mai 1915 – November 1916) - Standschützen-Bataillon Meran (November 1916 – November 1917) - Standschützen-Formation Pergine (Mai 1915 – April 1916) - Standschützen-Formation Pieve Tesino (Mai 1915 – November 1917) - Standschützen-Bataillon Rattenberg (Mai 1915 – März 1917) - Standschützen-Bataillon Reutte II (Mai 1915 – Oktober 1917) - Standschützen-Bataillon Sterzing (März 1916 – Oktober 1917) - Standschützen-Formation Strigno (Mai 1915 – November 1917) - Standschützen-Bataillon Zillertal (Juni 1915 – Mai 1917) |

### Abschnitt Fleimstal
Kreuzspitz – entlang dem Lagorai Kamm – Cauriol (2494 m) – Colbricon (2603 m) – Cima di Lusia – Rizzoni (2625 m) – Cima Ombert (2670 m) – Cima de Bous (2464)m – Sasso di Mezzodi (2733 m)
| I. | II. |
| --- | --- |
| - Standschützen-Bataillon Auer (Mai 1915 – November 1917) - Standschützen-Bataillon Bregenz (Mai 1915 – Oktober 1915) - Standschützen-Kompanie Campitello (Mai 1915 – November 1917) - Standschützen-Bataillon Cavalese (Mai 1915 – November 1917) - Standschützen-Bataillon Dornbirn (Mai 1915 – Dezember 1917) - Standschützen-Bataillon Feldkirch (Mai 1915 – Dezember 1917) - Standschützen-Bataillon Gröden (Mai 1915 – Oktober 1915) | - Standschützen-Bataillon Imst (März 1917 – November 1917) - Standschützen-Bataillon Kastelruth (Juli 1915 – November 1917) - Standschützen-Kompanie Moena (Mai 1915 – November 1917) - Standschützen-Bataillon Nauders-Ried (Juli 1915 – November 1917) - Standschützen-Kompanie Pozza (Mai 1915 – November 1917) - Standschützen-Bataillon Rankweil (Mai 1915 – Dezember 1917) - Standschützen-Bataillon Welschnofen (Mai 1915 – November 1917) |

### Abschnitt Pustertal
Sasso di Mezzodi (2727 m) – Pordoijoch (2242 m) – Straßensperre Ruaz – Werk La Corte – Col di Lana – Settsass (2571 m) – Werk Tre Sassi – Travenanzestal – Monte Piano – Werk Plätzwiese – Toblinger Knoten – Innergsell (2065 m) – Karnischer Kamm bis zur Kärntner Grenze.
| I. | II. |
| --- | --- |
| - Standschützen-Bataillon Bregenz (November 1915 – Jänner 1916) - Standschützen-Bataillon Bregenz (April 1916 – November 1917) - Standschützen-Bataillon Enneberg (Mai 1915 – November 1917) - Standschützen-Bataillon Gröden (April 1916 – November 1917) - Standschützen-Bataillon Imst (Mai 1915 – November 1915) - Standschützen-Bataillon Innsbruck I (Mai 1915 – November 1917) | - Standschützen-Bataillon Innsbruck II (Mai 1915 – November 1917) - Standschützen-Bataillon Lienz (Mai 1915 – Juli 1916) - Standschützen-Bataillon Passeier (Juni 1915 – November 1917) - Standschützen-Bataillon Silz (Mai 1915 – Juli 1915) - Standschützen-Bataillon Silz (September 1915 – November 1917) - Standschützen-Bataillon Welsberg (Mai 1915 – November 1917) |